# El imperio eres tú
El imperio eres tú es una novela del escritor español Javier Moro, publicada en 2011.

## Argumento
Novela histórica que recrea la biografía del Emperador de Brasil Pedro I, sucediéndose los acontecimientos desde su salida de Lisboa en 1808 camino de Río de Janeiro cuando las tropas de Napoleón Bonaparte se abatían sobre la metrópoli lusa hasta su retorno a Portugal, tras su abdicación. Además de los acontecimientos históricos, la novela recrea las relaciones sentimentales del protagonista con la fogosa nativa Domitila de Castro Canto y Melo, la vida conyugal con Leopoldina de Austria o sus relaciones con sus padres, Juan y Carlota Joaquina.

## Premios
- Premio Planeta (2011).[1]